# Saint-Marin aux Jeux olympiques d'hiver de 2014
Saint-Marin participe aux Jeux olympiques d'hiver de 2014 à Sotchi en Russie du 7 au 23 février 2014. Il s'agit de sa neuvième participation à des Jeux d'hiver.

## Cérémonies d'ouverture et de clôture
Saint-Marin, après la Roumanie et avant la Serbie, est la 62e des 88 délégations à entrer dans le stade olympique Ficht de Sotchi au cours du défilé des nations durant la cérémonie d'ouverture. Le porte-drapeau du pays est le skieur alpin Vincenzo Michelotti.

## Ski alpin
Saint-Marin a obtenu les places suivantes :
- Compétitions masculines: 1 place

| Athlète                    | Épreuves     | Course 1 | Course 1 | Course 2 | Course 2 | Total | Total |
| Athlète                    | Épreuves     | Temps    | Rang     | Temps    | Rang     | Temps | Rang  |
| -------------------------- | ------------ | -------- | -------- | -------- | -------- | ----- | ----- |
| Vincenzo Romano Michelotti | Slalom géant | DSQ      | DSQ      | -        | -        | -     | -     |

| Athlète        | Épreuves     | Course 1 | Course 1 | Course 2 | Course 2 | Total | Total |
| Athlète        | Épreuves     | Temps    | Rang     | Temps    | Rang     | Temps | Rang  |
| -------------- | ------------ | -------- | -------- | -------- | -------- | ----- | ----- |
| Federica Selva | Slalom géant | DNF      | DNF      | -        | -        | -     | -     |